# Paardenbloedzuiger
De paardenbloedzuiger (Haemopis sanguisuga), ook wel onechte paardenbloedzuiger genoemd, is een bloedzuiger van de familie Hirudinidae. Deze soort voedt zich niet met bloed, maar met ongewervelde dieren. 

## Uiterlijke kenmerken
De morfologie van de paardenbloedzuiger komt overeen met die van de meeste andere bloedzuigers. Volwassen exemplaren hebben meestal een lengte van ruim tien centimeter, 15 centimeter wanneer ze uitgerekt zijn. De grootte is vergelijkbaar met die van de medicinale bloedzuiger (Hirudo medicinalis), waar hij vaak mee wordt verward.
De paardenbloedzuiger is aan de bovenzijde bruin tot bijna zwart en heeft soms donkere vlekken. De buikzijde is geelgrijs tot groen en onregelmatig donker gevlekt. Soms lopen er gelige banden aan weerszijden van de onderzijde. Het lichaam van de paardenbloedzuiger bestaat uit 33 segmenten, maar de zichtbare dwarsbanden zijn veel talrijker.
De paardenbloedzuiger heeft twee zuignappen aan elk uiteinde van zijn lichaam. De zuignap aan de kopzijde is voorzien van twee bladvormige kaken met elk 14 tanden. Deze zijn te zwak om door de huid van zoogdieren te bijten. Aan de bovenzijde van de kop bevinden zich vijf paar ogen.

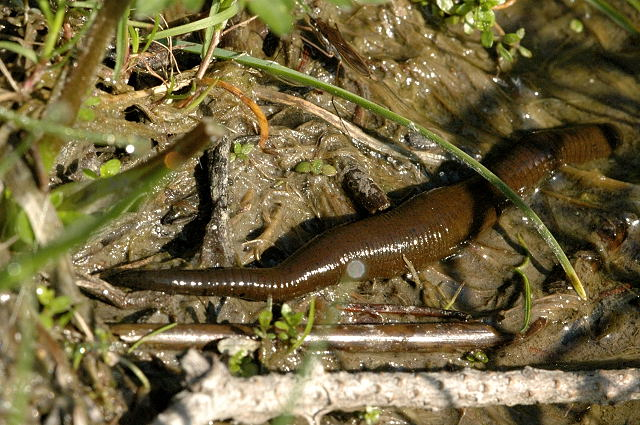
bovenzijde
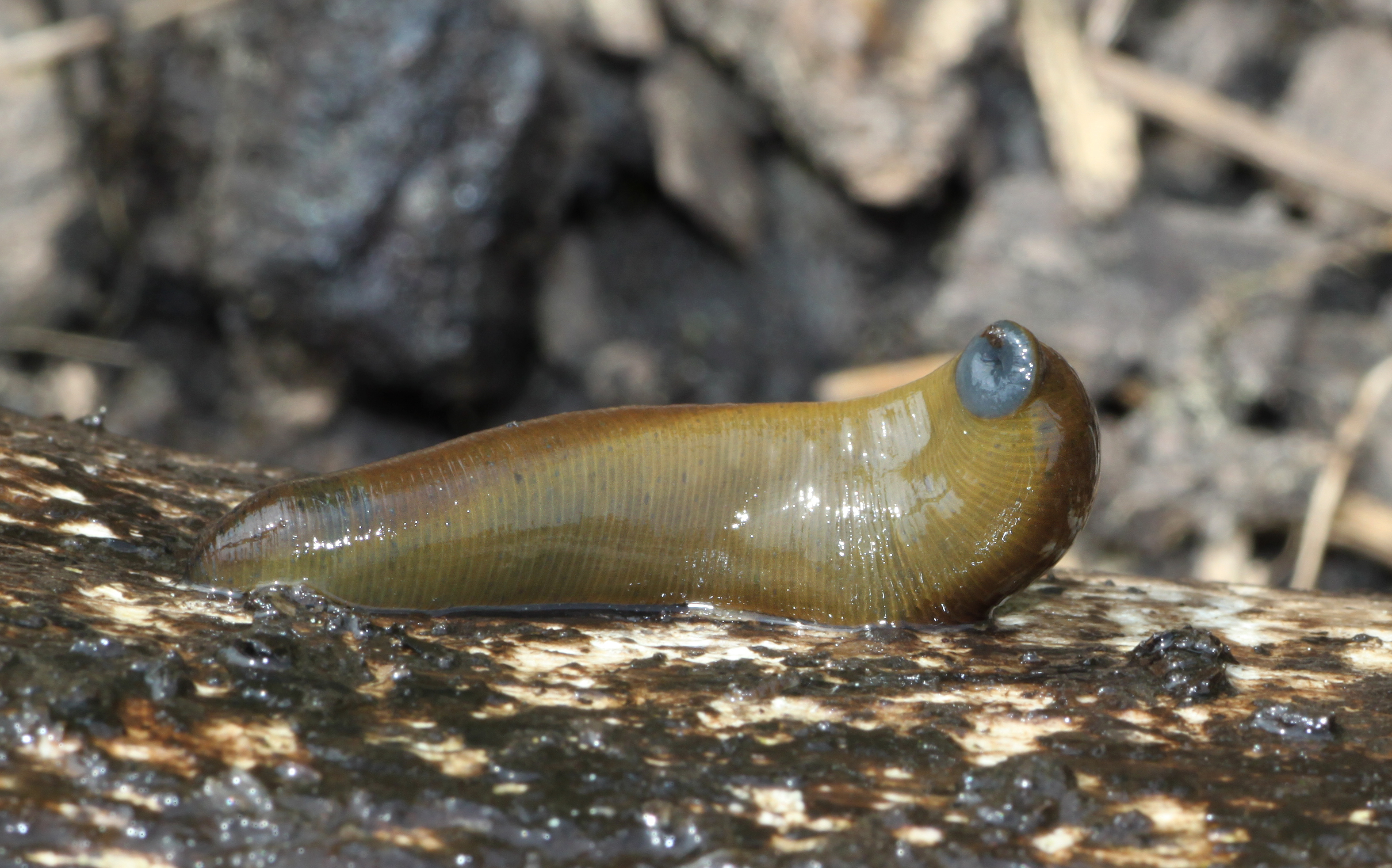
onderzijde

## Voorkomen en levenswijze
Het verspreidingsgebied van de paardenbloedzuiger beslaat het grootste deel van Europa en strekt zich uit tot in Noord-Afrika. Hij leeft in stilstaand of langzaam stromend water en is actief van april tot september.
De paardenbloedzuiger zwemt met meanderende bewegingen van het gespierde lichaam door het water. Buiten het water beweegt hij zich kruipend voort met behulp van zijn zuignappen. Deze bloedzuiger zuigt geen bloed, maar voedt zich met verschillende waterdieren, zoals insectenlarven, wormen, viskuit alsook eieren en larven van amfibieën. Na een maaltijd kan hij het geruime tijd zonder voedsel stellen.
Ze zijn hermafrodiet maar paren wel waarbij ze elkaar bevruchten. 
De eieren zijn maximaal een centimeter groot. Ze worden in cocons gesponnen en in de buurt van water in vochtige aarde gedeponeerd.

## Naamgeving
Zowel de wetenschappelijke naam als de Nederlandse soortnaam is misleidend. Haemopis sanguisuga betekent 'bloeddorstige bloedzuiger', maar de paardenbloedzuiger is geen ectoparasiet als veel andere bloedzuigers. De naam 'paardenbloedzuiger' is gebaseerd op een verwarring met de mediterrane Limnatis nilotica. Deze soort leeft in waterbakken en zuigt zich vast in de neusholtes, keelholtes en slokdarmen van paarden en vee.